# Shi'Ar
Los Shi'ar son una raza extraterrestre ficticia en el universo de Marvel Comics. El imperio Shi'ar (o Imperium) es una vasta colección de especies, culturas y mundos extraterrestres situados cerca de los imperios Skrull y Kree, y junto con ellos, son uno de los tres principales imperios extraterrestres del universo Marvel. Su primera aparición fue en X-Men vol. 1 #97 (febrero de 1976), y fueron creados por el escritor Chris Claremont y el artista Dave Cockrum.

## Biología
Los Shi'ar son humanoides de sangre fría de ascendencia aviar; se parecen a los humanos con crestas emplumadas en la cabeza en lugar de cabello. Dos estilos diferentes son comunes: la mayoría de los Shi'ar, particularmente los de la aristocracia, tienen plumas que brotan en forma triangular lejos de la cara, un pico en la parte superior de la cabeza y un pico en cada lado ligeramente sobre el hombro; el otro "peinado" comúnmente visto es tupido en ambos lados y muy plano en la parte superior.
Internamente, tienen huesos livianos y huecos, y en sus antebrazos todavía quedan algunas plumas vestigiales de las alas que se perdieron a lo largo de millones de años de evolución. El Shi'ar promedio puede levantar 1 tonelada en gravedad similar a la Tierra y tiene mucha más resistencia que el humano promedio. La mayoría de los Shi'ar no tienen otras habilidades especiales, aunque a veces aparece un retroceso genético que posee alas que permiten el vuelo (un ejemplo de atavismo).
Los Shi'ar conciben a su descendencia en huevos. Se nutren en cámaras especiales y los niños se conocen como crías.

## Tecnología
Los Shi'ar poseen tecnologías comunes para la mayoría de las razas alienígenas Marvel, que incluyen:
- Naves capaces de moverse más rápido que la luz.
- Armas basadas en la energía en sus barcos y en sus armas de mano.
- Campos de fuerza.
- Comunicación más rápida que la luz.
- Tecnología de teletransportación.

Los Shi'ar también poseen tecnologías bastante inusuales para ellos, que incluyen:
- Tecnología de holograma: que utilizan los X-Men en su sala de peligro.
- Tecnología de ocultación: hace una nave completamente invisible, utilizada por los X-Men en su avión Blackbird.
- Stargates: dispositivos en un sistema de red. Se usan para viajar a distancias lejanas, incluido el viaje instantáneo entre galaxias. Hay Stargates basados en el planeta (utilizados para viajes personales a otros sistemas solares y galaxias) y enormes versiones basadas en el espacio (usadas para el viaje de las naves espaciales).
- Tecnología de Starcracker: esta es la última arma de Shi'ar. El Starcracker hace que las estrellas se vuelvan supernovas.

Según una declaración de Emma Frost en The Astonishing X-Men # 9, la mayoría, si no toda, la tecnología Shi'ar es sensible.

## Cultura

### Filosofía
Tradicionalmente, el Imperio ha absorbido agresivamente nuevas culturas. La serie limitada Starjammers de 1995 de Warren Ellis describió la historia de las deidades chiitas Sharra y K'ythri como una parábola que guía la filosofía expansionista shi'ar hacia otros mundos:
"Sharra y K'ythri son los dioses en el matrimonio. Los dioses que no querían casarse, sino que se vieron obligados a hacerlo. En el matrimonio encontraron fuerza y en su fuerza encontraron amor. Eso es lo que hace el Imperio Shi'ar. Se casa con otras culturas. Bodas de escopeta."
Hay tradiciones antiguas agresivas y violentas, como el Rito de Arin'nn Haelar, que es una batalla a muerte. Este rito se puede invocar para resolver desacuerdos y sus resultados son aceptados por el Imperio.
El escritor de los X-Men, Ed Brubaker, comparó a los Shi'ar con los romulanos de Star Trek, diciendo que son "inteligentes, agresivos, y significantes".

### Política
Aunque el imperio ha crecido hasta incluir cientos de miles de diferentes especies y mundos inteligentes, la raza Shi'ar controla y gobierna el imperio. Su base central de poder se encuentra en el "mundo del trono" Chandilar, mientras que el planeta natal Shi'ar se llama Aerie (se desconoce si el planeta aún existe). El líder del imperio recibe el título de Majestad (masculino) o Majestrix (femenino) y es una posición hereditaria, ocupada por miembros de la familia real de los Shi'ar. Anteriormente, la familia Neramani representaba el linaje real.
El Imperio Shi'ar es una de las civilizaciones más avanzadas y expansivas del universo, que abarca galaxias enteras. Es principalmente una cooperativa económica, donde el comercio con otros poderes galácticos es su fuerza motriz. No todas las razas tienen los mismos derechos en el Imperio, ya que los Shi'ar parecen tener una influencia desproporcionada en su gobierno.
Está gobernado nominalmente por un sumo consejo, que tiene representantes de la gran mayoría de las razas alienígenas que existen dentro del Imperio. Sin embargo, en la práctica, el jefe del consejo (el Majestor o Majestrix) ejerce un fuerte control ejecutivo y puede instituir la política prácticamente por decreto.
El líder del imperio está protegido por su propia guardia personal llamada Guardia Imperial, que está formada por los soldados más poderosos y de élite de todo el Imperio. La Guardia Imperial es dirigida por un pretor. El propio ejército (fuera de la Guardia Imperial) ha sido representado como compuesto casi exclusivamente por personal de Shi'ar, al menos en la mayoría de los puestos de mando.
Aunque tiene ascendencia bélica y militarista, el Imperio Shi'ar ha ocupado en gran medida el papel de mantenimiento de la paz en muchos asuntos interestelares. Solo por nombrar algunas, la emperatriz Lilandra Neramani trató de negociar la paz entre el Imperio Kree y el Imperio Skrull para ayudar a poner fin a su devastadora guerra: buscó el acuerdo interestelar al decidir cómo acabar con la amenaza del Fénix Oscuro e intentó vengar la destrucción de Tarnax IV, el mundo trono Skrull, por Galactus.
Sin embargo, también se debe notar que la Emperatriz Lilandra fue personalmente responsable de autorizar el uso de la bomba Nega, devastando el Imperio Kree durante la Operación: Tormenta Galáctica, y que los Shi'ar fueron cruciales en la invasión y contención de la Tierra durante el evento de Máxima Seguridad. Una de las últimas atrocidades cometidas por los chiitas fue ordenar el exterminio de la familia de Jean Grey, en un esfuerzo por sofocar cualquier conflicto futuro con la entidad Fénix.

### Actitud hacia las artes
Los Shi'ar consideran que la creatividad artística es un signo de locura y desviación, ya que carecen de la capacidad de soñar. Los Shi'ar que tienen la capacidad de soñar y crear hacen todo lo posible para suprimir sus impulsos. En el pasado, la ejecución era un remedio común para tales "infecciones". Una raza llamada Fianden tenía la capacidad de hacer soñar a cualquier Shi'ar; esto causó catatonia masiva y locura en la mayoría de los shi'ar, aunque un pequeño subconjunto que ya puede soñar se recupera después de un breve retraso. Los Fianden fueron aniquilados en un genocidio masivo. Después de que fueron utilizados para destruir al Fianden, el Shi'ar ejecutó a todos los soñadores naturales para purgar la mancha de sus líneas de sangre. Sin embargo, el rasgo aún surge periódicamente, a la represión violenta continua.

## Biografía de la raza ficticia

### Saga Fénix
D'Ken Neramani, un gobernante Shi'ar corrupto, intentó utilizar el poderoso Cristal M'Kraan para apoderarse del universo. Su hermana menor Lilandra y sus nuevos aliados, los X-Men, frustraron sus planes. Él se volvió comatoso por el cristal, y Lilandra luego asumió el control como la Majestrix del Imperio Shi'ar. Los X-Men, así como la mayoría de los otros superhéroes de la Tierra, han tenido relaciones cordiales, si no amistosas, con el Imperio Shi'ar desde entonces.

### Prueba de Galactus
Los Shi'ar pusieron a Reed Richards en juicio por los crímenes de genocidio. Fue culpable de revivir a Galactus después de que fue derrotado en la Tierra. Poco después de su renacimiento, Galactus procedió a consumir el mundo del trono Skrull, lo que resultó en la muerte de miles de millones. Uatu el Vigilante, actuando como su abogado y con la ayuda de Odín y el propio Galactus, convenció al tribunal reunido de que Galactus es una fuerza necesaria para la mejora del universo, no un villano. Esto fue hecho convocando a la Eternidad. Sin embargo, la verdad que muestra Eternidad es tan grande y abrumadora que ninguno de los miembros del tribunal puede recordarla completamente, aunque la comprensión se mantiene.

### Ave de Muerte, la Guerra de Kree-Shi'ar, y el Spartoi
En la década de 1980, Lilandra y el hermano mayor exiliado de D'Ken, Ave de Muerte, hicieron varios intentos para derrocar a su hermana del poder. Ave de Muerte incluso recurrió a atacar a los aliados terrestres de Lilandra para lograr sus objetivos. Ella también es responsable de dirigir inicialmente a los parásitos alienígenas conocidos como la Progenie hacia la Tierra y sus héroes. Ave de Muerte finalmente fue depuesto con la ayuda de los X-Men.
En la Operación crossover de 1992 :Operación: Tormenta Galáctica, los Shi'ar se anexaron el Imperio Kree al final de la Guerra Kree-Shi'ar y Ave de Muerte se colocó en una posición destacada como virrey de Hala, el planeta natal Kree. Sin embargo, Ave de Muerte no duró mucho en esta posición y el estado actual de los territorios de Kree no está claro.
Los Shi'ar han tenido contacto reciente con Spartoi.

### Phalanx
El imperio estuvo bajo la amenaza de la raza alienígena "tecnoorgánica" conocida como Phalanx después de que se infiltraron en el Imperio Shi'ar como "Puros", matando a decenas de miles antes de que los X-Men lucharan contra ellos en el mundo trono Shi'ar y separó el virus transmode de sus anfitriones, matando a la mayoría de esos Phalanx.

### Cassandra Nova
La malvada hermana gemela del Profesor X, Cassandra Nova, destruye sin ayuda una buena parte del Imperio Shi'ar. Habitando el cuerpo de su hermano, Nova asume el control de la emperatriz Lilandra y causa una guerra civil Shi'ar. Jean Grey es instrumental para terminar con esta amenaza.

### Sonido final de Fénix y el Fin de los Greys
A pesar de que Jean Grey hizo un gran favor a los Shi'ar al eliminar la amenaza de Cassandra Nova, los Shi'ar todavía la quieren muerta. En la serie Phoenix Endsong, un grupo de Shi'ar intentó matar permanentemente a Phoenix Force y Jean Grey. Jean, sin embargo, escapó a su ataque suicida con bomba y regresó a la habitación blanca caliente para recuperarse. En el arco de la historia "Fin de los Greys", los Shi'ar querían eliminar el genoma Gris y Quentin Quire con el propósito de eliminar la posibilidad de que un nuevo mutante de nivel Omega se convierta en el anfitrión de la Fuerza Fénix. Los Comandos de la Muerte Shi'ar, asesinaron al padre de Jean Grey, sobrina, sobrino, y otros parientes en una invasión extraterrestre en la Tierra, lo que incita a la ira de la hija de Jean, Rachel Summers, quien ha prometido vengarse de todo el Imperio Shi'ar. Los acontecimientos recientes parecen indicar que el Consejo Shi'ar fue responsable de esto, y que Lilandra no está al tanto de lo que se ha hecho en su nombre.

### Caída de los Shi'ar
Otra amenaza Shi'ar proviene de un villano de los X-Men llamado Vulcan. Durante su mandato como maestre del imperio, D'Ken mató a la madre de Vulcan, Katherine Summers (también madre de los veteranos X-Men, Scott y Alex Summers) y lo convirtió en esclavo la mayor parte de su vida adolescente. Incursionado en venganza contra D'Ken, Vulcan ataca el Imperio. No solo eso, sino dentro del imperio, hay un golpe para destronar a Lilandra y devolver a D'Ken al poder, con la ayuda de Ave de Muerte. Los X-Men una vez más se asocian con sus aliados del espacio, los Starjammers, para detener tanto a Vulcan como a la trama para devolver el gobierno del imperio a D'Ken. Al final, Vulcan mata a su padre, Corsair, y D'Ken, y asume el trono del Imperio Shi'ar para sí mismo, con Ave de Muerte como su reina; Lilandra y los Starjammers ahora lideran una resistencia contra el gobierno de Vulcan. Esto ocurre en un arco de 12 números titulado, "El ascenso y la caída del Imperio Shi'ar".

### Emperador Vulcan
La Guerra Civil entre las fuerzas de Vulcan y los leales a la destronada Lilandra continúa. Dirigidas por Havok y los Starjammers, las fuerzas de Lilandra poco a poco disminuyen a las fuerzas de Vulcan, que están plagadas de deserciones. Los Shi'ar, contrariamente a las expectativas de Vulcan, no están contentos de tener a un extraño como su gobernante. Vulcan se desanima por esto, pero Ave de Muerte lo convence de que lo aceptarán.
Advirtió antes de una incursión rebelde en Feather's Edge, que Vulcan y su flota emboscan a los Starjammers. Sin embargo, en el medio de la batalla, su nave, el Martillo, es destruida por Scy'ar Tal (se traduce como "Muerte al Shi'ar"). Vulcan y Gladiador (aún el pretor de su Guardia Imperial) atacan al líder de Scy'ar Tal y son derrotados fácilmente, con lo que se retiran más profundamente en el espacio Shi'ar.
Marvel Girl entra en contacto con el Elder Scy'ar Tal y descubre su verdadero origen. Los Scy'ar Tal fueron originalmente llamados M'Kraan. Al principio de su historia, los shi'ar los atacaron, mataron a un gran número de su gente y obligaron a los demás a huir para salvar sus vidas. Eventualmente, los Shi'ar se asentaron en su planeta, tomaron el Cristal M'Kraan como propio y transmitieron la leyenda del Cristal M'Kraan como un regalo sagrado de sus deidades, Sharra y K'ythri. Los M'Kraan luego cambiaron su nombre a Scy'ar Tal y dedicaron su cultura y sociedad a la destrucción del Imperio Shi'ar. Con su primer ataque, destruyeron Feather's Edge transportando una estrella para destruirla. Después de lo cual, Vulcan se pone en contacto con los Starjammers para convocar un alto el fuego temporal.
Bajo el alto el fuego, los Shi'ar y los Starjammers deciden eliminar la Finalidad, paralizando así la mayor amenaza del Scy'ar. Una vez que Havok y Vulcan están en posición de destruir a Finality, el más viejo Scy'ar intenta detenerlos. Una vez que Vulcan se da cuenta de que el Mayor está en funcionamiento, corta la conexión que Eldest tiene con sus hermanos, lo que lo hace impotente. Una vez que se corta la conexión, los Scy'ar se desorganizan y la marea de la batalla cambia a Shi`ar. Los Shi'ar luego proceden a atacar tanto a los Scy'ar como a los Starjammers. Mientras tanto, Vulcan golpea a Havok en un sol.
Vulcan decide usar la Finalidad para destruir a los Scy'ar usando el arma para colocar una estrella en el medio de su flota. Alex regresa y, habiendo absorbido el poder suficiente para quemarlo, decide terminar con Vulcan. Mientras luchan, Rachel y Korvus lo intentan, pero no logran detener el faro que iniciará el ataque de los Shi'ar. La Guardia Imperial Shi'ar termina la batalla de Alex con Vulcan al aparecer con los Starjammers en cautiverio, amenazando con matarlos. Antes de rendirse, Alex destruye la Finalidad. Con Alex y los Starjammers bajo custodia, Vulcan declara que devolverá al antiguo Imperio Shi'ar a su antigua gloria.

### X-Men: Kingbreaker
Vulcan y los Shi'ar se destacaron en la miniserie X-Men: Kingbreaker que giraba en torno a Vulcan y los Starjammers tras la conclusión de la miniserie Emperador Vulcan. Esta miniserie condujo al evento Guerra de Reyes.

### Guerra de Reyes
La historia giraba en torno a los Starjammers, los Shi'ar, los Inhumanos, los Kree, los Guardianes de la Galaxia y Nova.
Los Shi'ar terminan en conflicto con los Inhumanos y los Kree. Después de la muerte supuesta de Vulcan y Black Bolt, Gladiador asume el trono y se rinde a los Inhumanos y Kree cuando el daño a los militares Shi'ar es demasiado.

### Infinito
Durante la historia de Infinito, Gladiador representa al Imperio Shi'ar cuando aparece como miembro del Consejo Galáctico.

### All-New, All-Different Marvel
Como parte de All-New, All-Different Marvel, se reveló que algunos Shi'ar que viven en la Tierra han establecido una corporación Shi'ar llamada Shi'ar Solutions Consolidations.
Durante la historia de la Guerra Asgard / Shi'ar, los Dioses Shi'ar, Sharra y K'ythri hacen un "Desafío de los Dioses" trayendo la flota Shi'ar a Asgard. En la ronda de Génesis, Sharra y K'ythri usan su polvo para crear a los Gigantes Shi'ar que cometen homicidios indiscriminados y provocan que la mujer Thor los combata. Como la mujer Thor no pudo crear vida, los Shi'ar ganaron la ronda de Génesis. Más tarde, después de apaciguarse a la Fuerza Fénix, los Shi'ar se rebelaron contra sus dioses, donde fueron llevados por sus acciones imprudentes.

## Shi'ar conocidos
Los siguientes son miembros de los Shi'ar:
- Adam Neramani -[10]
- Araki - Él es el canciller de Lilandra.[11]
- Ava'Dara Naganandini: miembro de los Warbirds Shi'ar.[12]
- Cerise: Miembro de Los Graces.
- D'Ken - El ex Magestor de los Shi'ar y el hermano de Lilandra y Ave de Muerte.[13]
- Ave de Muerte - La hermana de Lilandra Neramani y D'Ken.[14]
- Grito de Muerte - Un comando Shi'ar que es la sobrina de Lilandra.[15]
- Electron - Un Shi'ar que es miembro de la Guardia Imperial.
- Erik el Rojo: un espía Shi'ar que es miembro de la Agencia Imperial Shi'ar.[13]
- Frr'dox - Un Shi'ar que es el director Supremo de Operaciones Interestelares en las Consolidaciones de Soluciones Shi'ar.[6]
- K'Tor- Él es el vicerrector de Lilandria.[16]
- Ka'ardum - general mayor del ejército Shi'ar.[17]
- Korvus – Portador de la espada del Fénix.[16]
- K'ythri - Una de las dos deidades principales de los Shi'ar. Marido de Sharra.[18]
- Lilandra Neramani - La antigua Magestrix de los Shi'ar y la hermana de D'Ken y Ave de Muerte.[13]
- Magique - Un Shi'ar que es miembro de la Guardia Imperial.[19]
- Malick Tarcel - Un Shi'ar que fue promovido al nuevo Nova Prime.[20]
- Nightscream - Un Shi'ar que intentó comprar Women's Magazine de Carol Danvers bajo el alias de Barbara Nelson.[21]
- Oráculo - Es miembro y guerrero desde hace mucho tiempo en la Elite Real de la Guardia Imperial Shi'ar.[22]
- Rook'shir - Un Shi'ar que es el antepasado de Korvus y uno de los anfitriones de la Fuerza Fénix.[23]
- Samédàr - Lord Samédàr se convirtió en Gran Almirante después de que Lilandra se convirtiera en Emperatriz Shi'ar.[24]
- Sharra: una de las dos principales deidades de los Shi'ar. Esposa de K'ythri.[18]
- Sovel Redhand - Capitán de un grupo de salvadores de varias razas.[25]
- T'Cahar - Un amigo de D'Ken antes de su caída y anteriormente el ministro de Paz para los Shi'ar.
- Urizen Ul'var -[26]

## Otras versiones

### Ultimate Marvel
En el universo de Ultimate Marvel, los Shi'ar no son una raza alienígena, sino un grupo religioso cuyas creencias se dice que han descendido del conocimiento alienígena. Adoran al Fénix, creyendo que es un dios no solo de la destrucción, sino de la renovación. Sus creencias afirman que toda la Tierra fue originalmente una prisión creada por antiguas civilizaciones alienígenas para albergar al Fénix, pero su presencia en el núcleo condujo a la creación de vida en la Tierra, y la influencia directa del Fénix resultó en todos los pasos principales de la evolución para hombre, y específicamente, condujo a la creación de mutantes. La versión definitiva del Club Fuego Infernal es una rama de la religión Shi'ar que cree que el Fénix solo desea la destrucción.
Recientemente, una versión alternativa del personaje de Lilandra ha aparecido en el título Ultimate X-Men del universo Ultimate Marvel. Ultimate Lilandra no es un extraterrestre, sino la Majestrix de la Iglesia de la Ilustración Shi'ar, y contacta al profesor Xavier con la oferta de financiar el inmenso presupuesto de su escuela, a cambio de la oportunidad de ver si Jean Grey es el anfitrión humano del Fénix.

### Era de Apocalipsis
En la era de la Era de Apocalipsis, el Imperio Shi'ar fue casi diezmado por la Progenie. Sin embargo, D'Ken permanece como Majestor del Imperio, mientras que Lilandra ha sido ejecutada y Ave de Muerte lidera a los Starjammers.

### Last Planet Standing
En Last Planet Standing, una serie limitada ambientada en la línea de tiempo alternativa conocida como MC2, el mundo natal Shi'ar es destruido por Galactus.

## En otros medios

### Televisión
- El Imperio Shi'ar aparece en la serie de televisión X-Men de los años 90, siendo la primera aparición como parte de la Saga Phoenix, con otras apariciones más tarde, incluyendo la Sage de Dark Phoenix.
- Los Shi'ar se mencionan brevemente en Los Vengadores: Los Héroes más poderosos del planeta, segunda temporada, "Vive Kree o muere" como una de las razas enemigas de Kree.
- En la segunda temporada de Legión, Cary describe una pieza de tecnología de "avanzado", pero "no Shi'ar".

### Cine
- En mayo de 2015, el director de Guardianes de la Galaxia, James Gunn reveló que 20th Century Fox tenía los derechos de la película para el Shi'ar y Kang el Conquistador.[27]

### Videojuegos
- En X-Men para el Sega Genesis, los X-Men visitan el imperio Shi'ar.
- En Marvel: Ultimate Alliance, los héroes viajan a un buque Shi'ar para obtener un fragmento del cristal M'Kraan. Desafortunadamente, algunos de los soldados Shi'ar y la Guardia Imperial se han puesto del lado de Ave de Muerte en el derrocamiento de Lilandra Neramani. Los héroes debían luchar contra Ave de Muerte, los miembros de la Guardia Imperial de su lado y un ejército de soldados Shi'ar, comandantes de soldados Shi'ar, artilleros Shi'ar, sargentos de artillería Shi'ar y rastreadores Shi'ar para restaurar Lilandra al trono.